# Maulbronner Hof (Heilbronn)

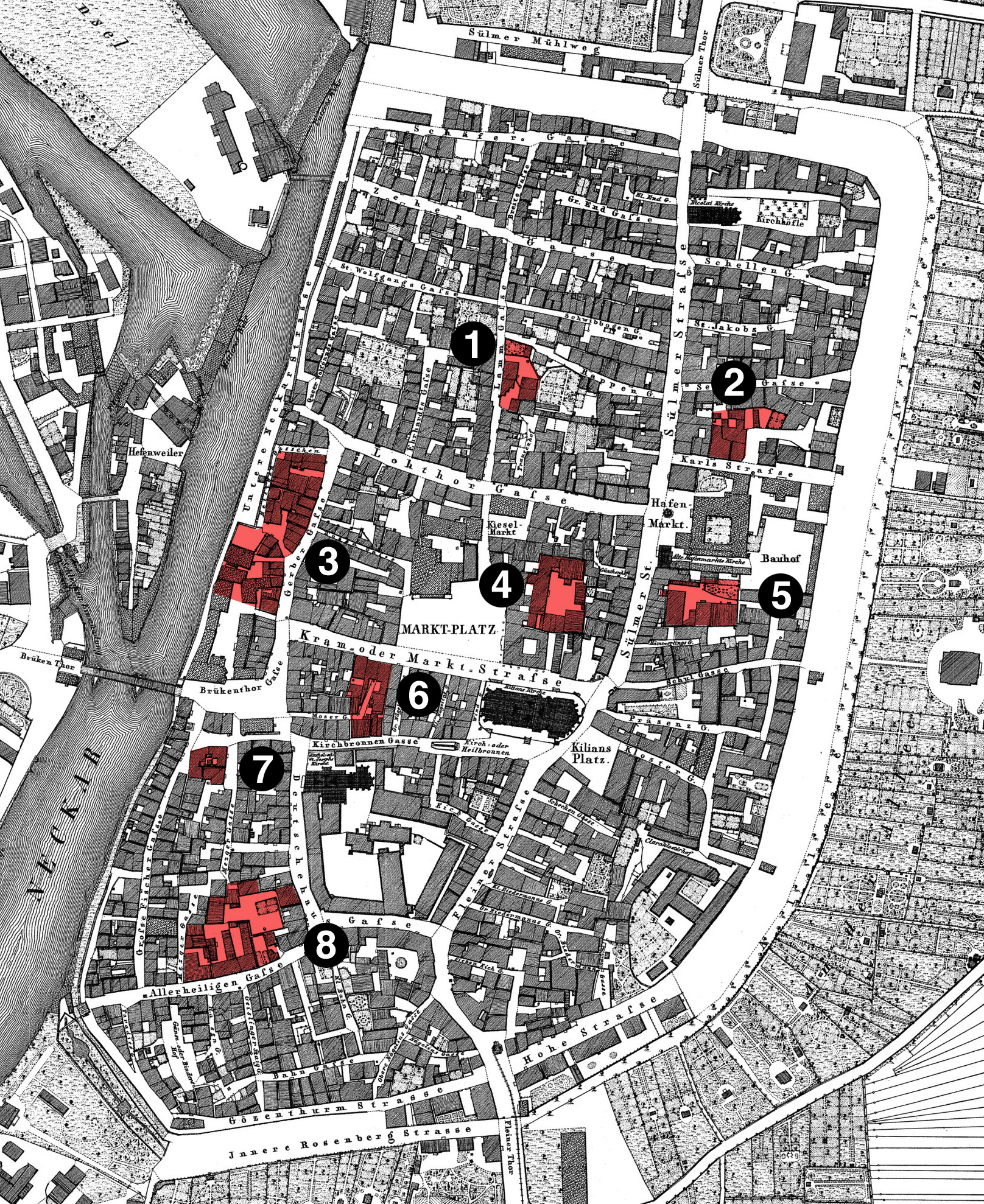
Der Maulbronner Hof (6) und die restlichen ehemaligen Pfleghöfe in Heilbronn markiert auf einem Stadtplan von 1834

Der Maulbronner Hof in Heilbronn war ein Pfleghof des Klosters Maulbronn. Der Hof war ab 1277 im Besitz des Klosters, das ihn der Stadt Heilbronn zu Lehen gab. Der Hof war Sitz bedeutender Heilbronner Patriziergeschlechter (Lupold, Orth) und wurde 1525 städtisches, später privates Eigentum. Er ist eng mit der frühen Stadtgeschichte verknüpft. Im 19. Jahrhundert befanden sich eine Brauerei und eine Essigfabrik in dem Anwesen. Beim Luftangriff auf Heilbronn am 4. Dezember 1944 wurde der gesamte alte Baubestand vernichtet.

## Geschichte
Die ältere Forschung (Heim 1967) sah den Hof als Relikt des fränkischen Königshofs in Heilbronn, dessen Kern man seinerzeit im Bereich des heutigen Deutschhofs verortete, sodass sich nördlich davon ein Wirtschaftshof hätte anschließen können. Der Königshof sei im Lauf der Zeit in den Besitz der Grafen von Lauffen und nach deren Aussterben im frühen 13. Jahrhundert an die Herren von Dürn gelangt. Ausgehend von der Lokalisierung des Königshofs im Bereich des Deutschhofs erklärte man die Besitzfolge wie folgt: Durch Erbteilung sei der Dürner Besitz im Laufe des 13. Jahrhunderts in zwei Teile aufgeteilt worden: Ulrich II. von Dürn habe den größeren Teil des Königshofs erhalten und ihn dem Deutschen Orden gestiftet, worauf dort der Deutschhof entstanden sei. Konrad von Dürn († 1258) habe den benachbarten kleineren Wirtschaftshof erhalten und als Ausgleich umfangreiche Zehntrechte, die seit 1225 von den staufischen Königen vergeben wurden.
Die jüngere Forschung betrachtet es indes als erwiesen, dass sich der Königshof im Bereich Kaiserstraße / Gerberstraße / Untere Neckarstraße befand, daraus der dortige Hirsauer Hof hervorgegangen ist und das Gelände später zur Anlage des Katharinenspitals genutzt wurde. So bleibt die frühe Geschichte des Maulbronner Hofs ungewiss. Am wahrscheinlichsten scheint eine direkte Belehnung der Herren von Dürn durch Heinrich (VII.), nachdem dieser im Rahmen des Nordhäuser Vertrags Rechte in Heilbronn zurückgewinnen konnte.
Im Erbvertrag Konrads von Dürn von 1251 wird ein Hof (curia) ausdrücklich erwähnt, der als Erbe bei seiner Witwe Mechthild von Lauffen bleiben sollte. Dieser Hof oder Teile davon kam dann wohl 1273 im Zuge der Wiedererlangung verlorener Reichsgüter an König Rudolf I. von Habsburg.
Im Jahr 1277 ertauschte das Kloster Maulbronn den Hof in Heilbronn ohne die Zehntrechte von König Rudolf gegen Güter in Weißenstein bei Bretzingen. Zum Zeitpunkt des Besitzübergangs war der Hof noch mit Ansprüchen des Schultheißen Konrad und des Patriziers Gebwin belastet, die erst noch aus Reichseinkünften freigekauft werden mussten. Das Kloster Maulbronn gab den Hof 1282 der Witwe des Schultheißen Konrad zu Lehen, 1305 Konrads Sohn Lupold. Lupold wurde ebenfalls Schultheiß und ist 1311 der erste erwähnte Bürgermeister der Stadt. Gemäß den Lehensbestimmungen durften die Lehensnehmer Teile des Hofes zum Bau von Wohnhäusern weiterverleihen, mussten dabei jedoch stets Platz für Wirtschaftsgebäude freihalten, sodass stets eine Funktion als Wirtschaftshof gewahrt blieb. 1368 übernahm die Stadt Heilbronn den Hof und die damit verbundenen 25 Hauslehen als Maulbronner Lehen von Lupolds Erben, gleichzeitig erwarb die Stadt auch das Schultheißenamt.
In diesem Zusammenhang stehen Berichte über ein altes Rathaus an der Stelle des Badhauses am Kirchbrunnen in Heilbronn, das nach alten Chroniken im Jahr 1535 abgebrannt sein soll. Durch die Verknüpfung des Hofes mit den frühen Schultheißen bzw. Bürgermeistern und seine Lage zwischen der heutigen Kirchbrunnen- und Kaiserstraße erscheint es plausibel, dass jenes alte Rathaus ein unmittelbar an den Maulbronner Hof angrenzendes oder sogar zu ihm zählendes Gebäude war.
Im Jahr 1525 erwarb die Stadt Heilbronn den Maulbronner Hof und seine Zinsgüter. Zu jener Zeit war der Kern des Hofes im Besitz der Kaufmannsfamilie Speydel, die dort ein Handelshaus betrieb. Über die Hochzeit einer Speydel-Tochter mit dem Schultheißen Klaus Schirnagel kam das Anwesen in dessen Besitz, und über die Hochzeit einer Schirnagel-Tochter im Jahr 1533 in den Besitz von Philipp Orth (1509–1555), Vater des gleichnamigen späteren Bürgermeisters Philipp Orth II. (1534–1603). Orth ließ 1551 in der Nordwestecke der Hofanlage das Orth’sche Haus (später: Kaiserstraße 20) erbauen. Auch weitere Bauten in diesem Bereich gehen auf ihn oder einen seiner sechs Söhne zurück. Die Familie Orth betrieb im Maulbronner Hof ebenfalls ein Handelshaus. Beim Tode von Philipp Orth III. im Jahr 1622 wurde der Wert der Anlage auf 2000 Gulden geschätzt.
Im Lauf der Zeit hatte das Anwesen verschiedene Besitzer, doch blieb es weiterhin im Wesentlichen als eine große Gesamtanlage erhalten, auch wenn die ursprüngliche Hofanlage durch zahlreiche Um- und Neubauten als solche nicht mehr zu erkennen war. Lediglich die Gebäude Kaiserstraße 18 und 18a waren aus dem Anwesen herausgelöst worden, als Johann Christoph Wecker 1825 das Anwesen bestehend aus den Gebäuden Kaiserstraße 20, 22, 22a, Kirchbrunnenstraße 9 und Mosergasse 5 aus dem Besitz einer Brauerei erwarb. Wecker betrieb in dem Anwesen bis zum Jahr 1900 eine Essig-, Hefe- und Branntweinfabrik. In der Nr. 18 richtete der Kaufmann Landerer sein Papier- und Schreibwarengeschäft ein. Speziell durch die gewerbliche Nutzung des 19. Jahrhunderts ergaben sich weitere vielfältige Umbauten, die den Hofcharakter und das Alter des Anwesens weiter verschleierten.
Nach 1900 wurde der Besitz parzelliert. Der gesamte Baubestand wurde beim Luftangriff auf Heilbronn am 4. Dezember 1944 vernichtet. Bei den Abrissarbeiten der Ruinen und bei den nachfolgenden Arbeiten beim Wiederaufbau wurden Fundamentteile aus der Stauferzeit aufgefunden, die das hohe Alter des Anwesens letztmals bestätigten. Heute ist das Areal mit innerstädtischen Wohn- und Geschäftsbauten überbaut.